# George Shaw (football américain)
Pour les articles homonymes, voir George Shaw.
(en) Statistiques sur pro-football-reference
George Howard Shaw, né le 25 juillet 1933 à Portland, en Oregon et y décédé le 3 janvier 1998 est un Américain, joueur professionnel de football américain qui a joué au poste de quarterback pendant sept saisons dans la National Football League (NFL).

## Jeunesse et éducation
Shaw est le quarterback des Generals de la Grant High School à Portland et a remporté les titres d'État en 1949 et en 1950 puis se dirige vers Eugene et les Ducks de l'université de l'Oregon.
En Oregon, Shaw se démarque comme quarterback et comme défenseur, jouant régulièrement les 60 minutes,. Il mène la Pacific Coast Conference (en) en interceptions avec 13 lors de son année freshman, en 1951. En tant que senior, il est premier de la nation au nombre de yards total avec 1 536 et est nommé All-America. Sa carrière se termine avec 3 508 yards et 26 touchdowns, à la course et à la passe ainsi que 18 interceptions en défense - un record de carrière qui tient toujours.
Il acquiert également une réputation d'esprit sportif. Le New York Times raconte qu'une fois, lors d'un match contre les Trojans de l'université de Californie du Sud, George Timberlake (en) plaque Shaw, lui met un coude dans le visage et enfonce son nez dans le sol. Lorsqu'un officiel se précipite et semble sur le point de pénaliser Timberlake, Shaw intervient en disant « Laisse tomber » (« Let it go »), à l'arbitre. Puis Shaw fixe son agresseur et lui dit : « Timberlake, tu es trop bon joueur pour faire ce genre de choses. Jouons au jeu, d'accord ? » (« Timberlake, you're too good a ballplayer to be pulling that kind of stuff. Let's just play the game, shall we ? »).
Shaw obtient également obtenu le statut d'All-America au sein de l'équipe de baseball et s'est vu offrir de jouer pour les Yankees de New York,.

## Carrière professionnelle
Il est choisi par les Colts de Baltimore comme premier choix de la draft 1955 de la NFL (en),. Shaw devient  rapidement le titulaire, mais au début de la saison 1956, il se casse une jambe et est remplacé par Johnny Unitas, le remplaçant rookie,. Alors qu'Unitas entame sa légendaire carrière, Shaw reste deux ans à Baltimore comme remplaçant avant d'être transféré aux Giants de New York, où il joue deux saisons,. Il joue une saison avec les Vikings du Minnesota, où il commence le premier match de l'histoire de la franchise, mais est remplacé en première mi-temps par le rookie Fran Tarkenton qui prend la relève. Shaw joue également une saison avec les Broncos de Denver de l'American Football League avant de se retirer du football américain en 1962,,.

## Honneurs
L'université de l'Oregon l'intronise dans son Hall of Fame en 1992, et il est également membre du Portland Interscholastic League Hall of Fame.

## Mort
Shaw est décédé chez lui à Portland des suites d'un cancer de la moelle osseuse à l'âge de 64 ans.

## Statistiques NFL
| Année              | Équipe               | MJ                 |         | Passes   | Passes | Passes | Passes | Passes | Passes | Passes  |       | Courses | Courses | Courses | Courses |
| Année              | Équipe               | MJ                 | Tentées | Réussies | Pct.   | Yards  | TD     | Int.   | Éval.  | Tentées | Yards | Moy.    | TD      |         |         |
| 1955               | Colts de Baltimore   | 12                 | 237     | 119      | 50,2   | 1 586  | 10     | 19     | 52,5   | 68      | 301   | 4,4     | 3       |         |         |
| 1956               | Colts de Baltimore   | 5                  | 75      | 45       | 60,0   | 645    | 3      | 7      | 62,4   | 20      | 63    | 3,2     | 0       |         |         |
| 1957               | Colts de Baltimore   | 7                  | 9       | 5        | 55,6   | 58     | 1      | 1      | 72,7   | 5       | 30    | 6,0     | 1       |         |         |
| 1958               | Colts de Baltimore   | 12                 | 89      | 41       | 46,1   | 531    | 7      | 4      | 72,8   | 5       | -3    | -0,6    | 1       |         |         |
| 1959               | Giants de New York   | 5                  | 36      | 24       | 66,7   | 433    | 1      | 1      | 105,4  | 3       | 3     | 1,0     | 0       |         |         |
| 1960               | Giants de New York   | 9                  | 155     | 76       | 49,0   | 1 263  | 11     | 13     | 65,6   | 15      | -12   | -0,8    | 0       |         |         |
| 1961               | Vikings du Minnesota | 8                  | 91      | 46       | 50,5   | 580    | 4      | 4      | 64,8   | 10      | 39    | 3,9     | 0       |         |         |
| 1962               | Broncos de Denver    | 13                 | 110     | 49       | 44,5   | 783    | 4      | 14     | 41,4   | 4       | 10    | 2,5     | 1       |         |         |
| Totaux aux Colts   | Totaux aux Colts     | Totaux aux Colts   | 410     | 210      | 51,2   | 5 829  | 21     | 31     | 59,0   | 98      | 391   | 4,0     | 5       |         |         |
| Totaux aux Giants  | Totaux aux Giants    | Totaux aux Giants  | 191     | 100      | 52,4   | 1 696  | 12     | 14     | 73,1   | 18      | -9    | -0,5    | 0       |         |         |
| Totaux aux Vikings | Totaux aux Vikings   | Totaux aux Vikings | 91      | 46       | 50,5   | 580    | 4      | 4      | 64,8   | 10      | 39    | 3,9     | 0       |         |         |
| Totaux aux Broncos | Totaux aux Broncos   | Totaux aux Broncos | 110     | 49       | 44,5   | 783    | 4      | 14     | 41,4   | 4       | 10    | 2,5     | 1       |         |         |
| Totaux en NFL      | Totaux en NFL        | Totaux en NFL      | 802     | 405      | 50,5   | 5 829  | 41     | 63     | 58,8   | 130     | 431   | 3,3     | 6       |         |         |